# Futbol Club Barcelona 2021-2022
Questa voce raccoglie le informazioni riguardanti il Futbol Club Barcelona nelle competizioni ufficiali della stagione 2021-2022.

## Stagione
La stagione 2021-2022, la quale fa seguito agli scandali societari che hanno portato alle dimissioni del presidente Bartomeu e all'insediamento di Joan Laporta, già presidente dal 2003 al 2010, è la prima senza Lionel Messi dal 2003: l'asso argentino infatti non può sottoscrivere il proprio rinnovo di contratto a causa dei limiti salariali imposti dalla Liga, nonostante l'accordo raggiunto per un nuovo contratto, e il 10 agosto si trasferisce al Paris Saint-Germain. Intanto, la società si è comunque mossa sul mercato, assicurandosi il centravanti argentino Sergio Agüero (in uscita dal Manchester City al termine del contratto) e l'ala olandese Memphis Depay dall'Olympique Lione, mentre a rinforzare le linee difensive arriva un altro ex Citizen, Eric García. Importanti anche le operazioni in uscita, tra cui si segnalano i difensori Jean-Clair Todibo al Nizza e Junior Firpo al Leeds United, il centrocampista Emerson Royal (peraltro rientrato al Barcellona nella stessa sessione di mercato, dopo due anni di prestito al Betis) al Tottenham e soprattutto dell'attaccante francese Antoine Griezmann, che fa ritorno (in prestito) all'Atletico Madrid. Il mercato si conclude con l'ingresso in prestito di Luuk de Jong, dal Siviglia, e l'uscita, sempre in prestito, di Miralem Pjanić, destinazione Beşiktaş. A causa dell'avvio deludente in campionato e delle pesanti sconfitte in Champions League, il 28 ottobre 2021 Ronald Koeman viene esonerato e sostituito dall'ex bandiera blaugrana Xavi (dopo un breve interregno di Sergi Barjuan). L'8 dicembre 2021, venendo sconfitti per 3-0 sul campo del Bayern Monaco, con conseguente terzo posto nel girone di Champions League, i blaugrana non superano la prima fase dopo 21 anni e retrocedono in Europa League per la prima volta da quando venne denominata la competizione, ovvero dal 2009-2010; l'ultima partecipazione a questa competizione risaliva all'edizione 2003-2004 dell'allora Coppa UEFA. Dopo l'avvicendamento in panchina, e complice un mercato di riparazione che li vede rinforzarsi, i blaugrana scalano posizioni in classifica e al termine del campionato sono secondi. In Europa League sono eliminati dall'Eintracht Francoforte (poi vincitore della competizione) nei quarti di finale. Nelle coppe nazionali, in Coppa del Re arriva l'eliminazione negli ottavi di finale con l'Athletic Bilbao, mentre in Supercoppa spagnola arriva l'eliminazione contro il Real Madrid in semifinale.

## Maglie e sponsor
Il fornitore tecnico per la stagione 2021-22 è Nike. Lo sponsor di maglia è Rakuten.
|  | Casa | Casa (Coppe europee) | Trasferta | Terza divisa |

## Organigramma societario
Area direttiva
- Presidente: Joan Laporta
- Primo vicepresidente e responsabile delle attività sportive: Rafael Yuste
- Secondo vicepresidente e responsabile dell'area istituzionale: Elena Fort
- Terzo vicepresidente e responsabile dell'area economica: Eduard Romeu
- Quarto vicepresidente e responsabile delle attività sociali: Antonio Escudero
- Quinto vicepresidente: Juli Guiu
- Direttore generale: Mateu Alemany
- Direttore sportivo: Ramon Planes
- Direttore dell'area internazionale: Jordi Cruyff
- Direttore della sezione basket: Josep Cubells
- Direttore della sezione hockey su pista: Xavier Barbany
- Direttore della sezione futsal: Aureli Mas
- Direttore della squadra femminile: Xavier Puig
- Direttore della sezione pallamano: Joan Solé
- Direttore del settore giovanili: Joan Soler
- Rappresentante alla LFP e alla RFEF: Javier Bordas
- Responsabile delle attività sociali: Juli Guiu, Josep Ignasi Macià
- Responsabile di "Espai Barça": Jordi Llauradò
- Responsabile servizi e sicurezza: Alfons Castro
- Segretario: Josep Cubells
- Tesoriere: Ferran Olivé
- Membri del board: Josep Maria Albert, Xavier Barbany, Miquel Camps, Alfons Castro, Jordi Llauradò, Josep Ignasi Macià, Aureli Mas, Xavier Puig, Àngel Riudalbas, Joan Solè, Joan Soler

Area tecnica
- Allenatore: Ronald Koeman (fino al 28 ottobre 2021), poi Sergi Barjuan (dal 28 ottobre al 7 novembre 2021), poi Xavi (dall'8 novembre 2021)
- Vice allenatore: Alfred Schreuder (fino al 28 ottobre 2021), poi Felip Ortiz (dal 28 ottobre al 7 novembre 2021), poi Óscar Hernández (dall'8 novembre 2021)
- Collaboratore tecnico: Joan Barbarà, Sergio Alegre (dal 6 novembre 2021)
- Preparatori atletici: José Antonio Pozanco (fino al 28 ottobre 2021), Edu Pons (fino al 28 ottobre 2021), Antonio Gómez (fino al 28 ottobre 2021), Iván Torres (dal 6 novembre 2021)
- Allenatore dei portieri: José Ramón de la Fuente
- Analisti: David Prats, Toni Lobo, Sergio García

Area sanitaria
- Responsabile: Lluís Til
- Medici sociali: Lluís Til, Ricard Pruna
- Fisioterapisti: Carlos Nogueira, Xavi Linde, Toni Tramullas, David Dias Couel
- Nutrizionista: Silvia Tremoleda

## Rosa
Rosa, numerazione e ruoli sono aggiornati al 2 febbraio 2022.
| N. |                        | Ruolo | Calciatore                 |
| -- | ---------------------- | ----- | -------------------------- |
| 1  | Germania (bandiera)    | P     | Marc-André ter Stegen      |
| 2  | Stati Uniti (bandiera) | D     | Sergiño Dest               |
| 3  | Spagna (bandiera)      | D     | Gerard Piqué               |
| 4  | Uruguay (bandiera)     | D     | Ronald Araújo              |
| 5  | Spagna (bandiera)      | C     | Sergio Busquets (capitano) |
| 6  | Spagna (bandiera)      | C     | Riqui Puig                 |
| 7  | Francia (bandiera)     | A     | Antoine Griezmann          |
| 7  | Francia (bandiera)     | A     | Ousmane Dembélé            |
| 8  | Brasile (bandiera)     | D     | Dani Alves                 |
| 9  | Paesi Bassi (bandiera) | A     | Memphis Depay              |
| 10 | Spagna (bandiera)      | A     | Ansu Fati                  |
| 11 | Austria (bandiera)     | A     | Yusuf Demir'               |
| 11 | Spagna (bandiera)      | C     | Adama Traoré               |
| 12 | Danimarca (bandiera)   | A     | Martin Braithwaite         |
| 13 | Brasile (bandiera)     | P     | Neto                       |
| 14 | Brasile (bandiera)     | C     | Philippe Coutinho          |
| 15 | Francia (bandiera)     | D     | Clément Lenglet            |
| 16 | Spagna (bandiera)      | C     | Pedri                      |
| 17 | Paesi Bassi (bandiera) | A     | Luuk de Jong               |

| N. |                        | Ruolo | Calciatore                |
| -- | ---------------------- | ----- | ------------------------- |
| 18 | Spagna (bandiera)      | D     | Jordi Alba                |
| 19 | Argentina (bandiera)   | A     | Sergio Agüero             |
| 19 | Spagna (bandiera)      | A     | Ferrán Torres             |
| 20 | Spagna (bandiera)      | D     | Sergi Roberto             |
| 21 | Paesi Bassi (bandiera) | C     | Frenkie de Jong           |
| 22 | Brasile (bandiera)     | D     | Emerson Royal             |
| 22 | Spagna (bandiera)      | D     | Óscar Mingueza            |
| 23 | Francia (bandiera)     | D     | Samuel Umtiti             |
| 24 | Spagna (bandiera)      | D     | Eric García               |
| 25 | Gabon (bandiera)       | A     | Pierre-Emerick Aubameyang |
| 26 | Spagna (bandiera)      | P     | Iñaki Peña                |
| 27 | Spagna (bandiera)      | C     | Ilaix Moriba              |
| 28 | Spagna (bandiera)      | C     | Nico González             |
| 29 | Spagna (bandiera)      | A     | Ferran Jutglà             |
| 30 | Spagna (bandiera)      | C     | Gavi                      |
| 31 | Spagna (bandiera)      | D     | Alejandro Balde           |
| 33 | Marocco (bandiera)     | A     | Abde Ezzalzouli           |
| 34 | Spagna (bandiera)      | C     | Álvaro Sanz               |
| 37 | Spagna (bandiera)      | A     | Ilias Akhomach            |

## Calciomercato

### Sessione estiva
| Acquisti         | Acquisti          | Acquisti     | Acquisti                  |
| R.               | Nome              | da           | Modalità                  |
| ---------------- | ----------------- | ------------ | ------------------------- |
| D                | Emerson Royal     | Real Betis   | definitivo (14 milioni €) |
| D                | Eric García       |              | svincolato                |
| A                | Memphis Depay     |              | svincolato                |
| A                | Sergio Agüero     |              | svincolato                |
| A                | Luuk de Jong      | Siviglia     | prestito                  |
| A                | Yusuf Demir       | Rapid Vienna | prestito (500 mila €)     |
| Altre operazioni |                   |              |                           |
| R.               | Nome              | da           | Modalità                  |
| D                | Juan Miranda      | Real Betis   | fine prestito             |
| D                | Jean-Clair Todibo | Nizza        | fine prestito             |
| C                | Carles Aleñá      | Getafe       | fine prestito             |
| C                | Monchu            | Girona       | fine prestito             |

| Cessioni         | Cessioni          | Cessioni        | Cessioni                   |
| R.               | Nome              | a               | Modalità                   |
| ---------------- | ----------------- | --------------- | -------------------------- |
| D                | Emerson Royal     | Tottenham       | definitivo (25 milioni €)  |
| D                | Junior Firpo      | Leeds Utd       | definitivo (15 milioni €)  |
| C                | Matheus Fernandes |                 | svincolato                 |
| C                | Miralem Pjanić    | Beşiktaş        | prestito                   |
| A                | Antoine Griezmann | Atlético Madrid | prestito (10 milioni €)    |
| A                | Lionel Messi      |                 | svincolato                 |
| A                | Francisco Trincão | Wolverhampton   | prestito                   |
| Altre operazioni |                   |                 |                            |
| R.               | Nome              | a               | Modalità                   |
| D                | Juan Miranda      | Real Betis      | definitivo (gratuito)      |
| D                | Jean-Clair Todibo | Nizza           | definitivo (8,5 milioni €) |
| C                | Carles Aleñá      | Getafe          | definitivo (5 milioni €)   |
| C                | Monchu            | Granada         | definitivo (gratuito)      |

### Sessione invernale
| Acquisti         | Acquisti                  | Acquisti        | Acquisti                  |
| R.               | Nome                      | da              | Modalità                  |
| ---------------- | ------------------------- | --------------- | ------------------------- |
| D                | Dani Alves                |                 | svincolato                |
| C                | Adama Traoré              | Wolverhampton   | prestito                  |
| A                | Ferrán Torres             | Manchester City | definitivo (55 milioni €) |
| A                | Pierre-Emerick Aubameyang | Arsenal         | definitivo (gratuito)     |
| Altre operazioni |                           |                 |                           |
| R.               | Nome                      | da              | Modalità                  |

| Cessioni         | Cessioni          | Cessioni     | Cessioni      |
| R.               | Nome              | a            | Modalità      |
| ---------------- | ----------------- | ------------ | ------------- |
| P                | Iñaki Peña        | Galatasaray  | prestito      |
| C                | Álex Collado      | Granada      | prestito      |
| A                | Philippe Coutinho | Aston Villa  | prestito      |
| A                | Yusuf Demir       | Rapid Vienna | fine prestito |
| Altre operazioni |                   |              |               |
| R.               | Nome              | a            | Modalità      |

### Operazioni esterne alle sessioni
| Acquisti | Acquisti | Acquisti | Acquisti |
| R.       | Nome     | da       | Modalità |
| -------- | -------- | -------- | -------- |

| Cessioni | Cessioni      | Cessioni | Cessioni              | Cessioni |
| R.       | Nome          | a        | Modalità              |          |
| -------- | ------------- | -------- | --------------------- | -------- |
| A        | Sergio Agüero |          | risoluzione contratto |          |

## Risultati

### Primera División

#### Girone d'andata
| Arbitro: | Hernández Hernández |

|                                                      |           |                          |
| Piqué 19’ Braithwaite 45+2’, 59’ Sergi Roberto 90+1’ | Marcatori | 82’ Lobete 85’ Oyarzabal |

| Arbitro: | Martínez Munuera |

|              |           |           |
| Martínez 50’ | Marcatori | 75’ Depay |

| Arbitro: | González Fuertes |

|                      |           |            |
| Roberto 2’ Depay 30’ | Marcatori | 19’ Sandro |

| Arbitro: | del Cerro Grande |

|           |           |            |
| Gómez 32’ | Marcatori | 45’ Araújo |

| Arbitro: | Jaime Latre |

|              |           |           |
| Araújo 90+1’ | Marcatori | 2’ Duarte |

| Cadice 23 settembre 2021, ore 22:00 CEST 6ª giornata | Cadice           | 0 – 0 referto | Barcellona | Stadio Ramón de Carranza (12 180 spett.)\| Arbitro: \| Del Cerro Grande \| |
| Arbitro:                                             | Del Cerro Grande |               |            |                                                                            |

| Arbitro: | Díaz de Mera Escuderos |

|                                           |           |  |
| Depay 6’ (rig.) L. de Jong 14’ Fati 90+1’ | Marcatori |  |

| Arbitro: | Soto Grado |

|                      |           |  |
| Lemar 23’ Suárez 44’ | Marcatori |  |

| Arbitro: | Gil Manzano |

|                                        |           |         |
| Fati 13’ Depay 41’ (rig.) Coutinho 85’ | Marcatori | 5’ Gayà |

| Arbitro: | Sánchez Martínez |

|              |           |                         |
| Agüero 90+7’ | Marcatori | 32’ Alaba 90+4’ Vázquez |

| Arbitro: | Mateu Lahoz |

|            |           |  |
| Falcao 30’ | Marcatori |  |

| Arbitro: | Figueroa Vázquez |

|           |           |           |
| Depay 49’ | Marcatori | 52’ Rioja |

| Arbitro: | Hernández Hernández |

|                             |           |                                |
| Aspas 52’, 90+6’ Nolito 74’ | Marcatori | 5’ Fati 18’ Busquets 34’ Depay |

| Arbitro: | del Cerro Grande |

|                  |           |  |
| Depay 48’ (rig.) | Marcatori |  |

| Arbitro: | Soto Grado |

|               |           |                                                |
| Chukwueze 77’ | Marcatori | 48’ F. de Jong 88’ Depay 90+4’ (rig.) Coutinho |

| Arbitro: | González Fuertes |

|  |           |            |
|  | Marcatori | 79’ Juanmi |

| Arbitro: | Martínez Munuera |

|                         |           |                             |
| D. García 14’ Ávila 86’ | Marcatori | 12’ González 49’ Ezzalzouli |

| Arbitro: | Alberola Rojas |

|                                  |           |                       |
| Jutglà 16’ Gavi 19’ González 85’ | Marcatori | 62’ Morente 63’ Milla |

| Arbitro: | Mateu Lahoz |

|  |           |                |
|  | Marcatori | 44’ L. de Jong |

#### Girone di ritorno
| Arbitro: | González Fuertes |

|             |           |                |
| Puertas 89’ | Marcatori | 57’ L. de Jong |

| Arbitro: | Díaz de Mera Escuderos |

|  |           |              |
|  | Marcatori | 7’ A. García |

| Arbitro: | Figueroa Vázquez |

|  |           |                |
|  | Marcatori | 87’ F. de Jong |

| Arbitro: | Gil Manzano |

|                                                      |           |                        |
| Jordi Alba 10’ Gavi 21’ R. Araujo 43’ Dani Alves 49’ | Marcatori | 8’ Carrasco 58’ Suárez |

| Arbitro: | Hernández Hernández |

|                         |           |                           |
| Darder 40’ de Tomás 64’ | Marcatori | 2’ Pedri 90+6’ L. de Jong |

| Arbitro: | del Cerro Grande |

|           |           |                                         |
| Soler 52’ | Marcatori | 23’, 38’, 63’ Aubameyang 32’ F. de Jong |

| Arbitro: | Cuadra Fernández |

|                                                       |           |  |
| Aubameyang 37’ Dembélé 73’ L. de Jong 90’ Depay 90+4’ | Marcatori |  |

| Arbitro: | Melero López |

|           |           |                             |
| Fidel 44’ | Marcatori | 60’ Torres 84’ (rig.) Depay |

| Arbitro: | de Burgos Bengoetxea |

|                                                |           |  |
| Torres 14’ (rig.), 21’ Aubameyang 27’ Puig 75’ | Marcatori |  |

| Arbitro: | Martínez Munuera |

|  |           |                                           |
|  | Marcatori | 29’, 51’ Aubameyang 38’ Araújo 47’ Torres |

| Arbitro: | Sánchez Martínez |

|           |           |  |
| Pedri 72’ | Marcatori |  |

| Arbitro: | Munuera Montero |

|                                      |           |                                           |
| Morales 52’ (rig.) Melero 83’ (rig.) | Marcatori | 59’ Aubameyang 63’ Pedri 90+2’ L. de Jong |

| Arbitro: | Jaime Latre |

|  |           |           |
|  | Marcatori | 48’ Pérez |

| Arbitro: | Del Cerro Grande |

|  |           |                |
|  | Marcatori | 11’ Aubameyang |

| Arbitro: | Gonzalez Fuertes |

|                        |           |            |
| 25’ Depay 54’ Busquets | Marcatori | 79’ Raíllo |

| Arbitro: | Mateu Lahoz |

|            |           |                     |
| 79’ Bartra | Marcatori | 76’ Fati 90+4’ Alba |

| Arbitro: | Ortiz Arias |

|                               |           |           |
| Depay 30’ Aubameyang 41’, 48’ | Marcatori | 50’ Aspas |

| Getafe 15 maggio 2022, ore 19:30 CEST 37ª giornata | Getafe      | 0 – 0 referto | Barcellona | Alfonso Pérez (13 072 spett.)\| Arbitro: \| Gil Manzano \| |
| Arbitro:                                           | Gil Manzano |               |            |                                                            |

| Arbitro: | Munuera Montero |

|  |           |                       |
|  | Marcatori | 41’ Pedraza 55’ Gómez |

### Coppa del Re
| Arbitro: | Guillermo Cuadra Fernández |

|          |           |                        |
| Díaz 19’ | Marcatori | 63’ Dembélé 69’ Jutglà |

| Arbitro: | Munuera Montero |

|                                           |           |                        |
| Muniain 2’, 105+1’ (rig.) I. Martínez 86’ | Marcatori | 20’ Torres 90+3’ Pedri |

### UEFA Champions League

#### Fase a gironi
| Arbitro: | Oliver |

|  |           |                                 |
|  | Marcatori | 33’ Müller 56’, 85’ Lewandowski |

| Arbitro: | Orsato |

|                                |           |  |
| Núñez 3’, 79’ (rig.) Silva 69’ | Marcatori |  |

| Arbitro: | Turpin |

|           |           |  |
| Piqué 35’ | Marcatori |  |

| Arbitro: | Hațegan |

|  |           |          |
|  | Marcatori | 70’ Fati |

| Barcellona 23 novembre 2021, ore 21:00 CET 5ª giornata | Barcellona | 0 – 0 referto | Benfica | Camp Nou (49 572 spett.)\| Arbitro: \| Karasëv \| |
| Arbitro:                                               | Karasëv    |               |         |                                                   |

| Arbitro: | Hațegan |

|                                 |           |  |
| Müller 34’ Sané 43’ Musiala 62’ | Marcatori |  |

### UEFA Europa League
| Arbitro: | Kovács |

|                   |           |               |
| Torres 59’ (rig.) | Marcatori | 29’ Zieliński |

| Arbitro: | Karasëv |

|                                 |           |                                                       |
| Insigne 23’ (rig.) Politano 87’ | Marcatori | 8’ Jordi Alba 13’ F. De Jong 45’ Piqué 59’ Aubameyang |

| Barcellona 10 marzo 2022, ore 21:00 CET Ottavi di finale - Andata | Barcellona | 0 – 0 referto | Galatasaray | Camp Nou (61 740 spett.)\| Arbitro: \| Bastien \| |
| Arbitro:                                                          | Bastien    |               |             |                                                   |

| Arbitro: | Orsato |

|            |           |                          |
| Marcão 29’ | Marcatori | 37’ Pedri 49’ Aubameyang |

| Arbitro: | Jovanović |

|            |           |            |
| Knauff 48’ | Marcatori | 66’ Torres |

| Arbitro: | Dias |

|                                    |           |                                 |
| Busquets 90+1’ Depay 90+11’ (rig.) | Marcatori | 4’ (rig.), 67’ Kostić 36’ Borré |

### Supercoppa di Spagna
| Arbitro: | Munuera Montero |

|                         |           |                                           |
| L. de Jong 41’ Fati 83’ | Marcatori | 25’ Vinícius Jr. 72’ Benzema 98’ Valverde |

## Statistiche

### Statistiche di squadra
Statistiche aggiornate al 22 maggio 2022.
| Competizione        | Punti | In casa | In casa | In casa | In casa | In casa | In casa | In trasferta | In trasferta | In trasferta | In trasferta | In trasferta | In trasferta | Totale | Totale | Totale | Totale | Totale | Totale | DR  |
| Competizione        | Punti | G       | V       | N       | P       | Gf      | Gs      | G            | V            | N            | P            | Gf           | Gs           | G      | V      | N      | P      | Gf     | Gs     | DR  |
| ------------------- | ----- | ------- | ------- | ------- | ------- | ------- | ------- | ------------ | ------------ | ------------ | ------------ | ------------ | ------------ | ------ | ------ | ------ | ------ | ------ | ------ | --- |
| Primera División    | 73    | 19      | 12      | 2       | 5       | 37      | 19      | 19           | 9            | 8            | 2            | 31           | 19           | 38     | 21     | 10     | 7      | 68     | 38     | +30 |
| Coppa del Re        | -     | 0       | 0       | 0       | 0       | 0       | 0       | 2            | 1            | 0            | 1            | 4            | 4            | 2      | 1      | 0      | 1      | 4      | 4      | 0   |
| Champions League    | 7     | 3       | 1       | 1       | 1       | 1       | 3       | 3            | 1            | 0            | 2            | 1            | 6            | 6      | 2      | 1      | 3      | 2      | 9      | -7  |
| Europa League       | -     | 3       | 0       | 2       | 1       | 3       | 4       | 3            | 2            | 1            | 0            | 7            | 4            | 6      | 2      | 3      | 1      | 10     | 8      | +2  |
| Supercopa de España | -     | 0       | 0       | 0       | 0       | 0       | 0       | 1            | 0            | 0            | 1            | 2            | 3            | 1      | 0      | 0      | 1      | 2      | 3      | -1  |
| Totale              | -     | 25      | 13      | 5       | 7       | 41      | 26      | 28           | 13           | 9            | 6            | 45           | 36           | 53     | 26     | 14     | 13     | 86     | 62     | +24 |

### Andamento in campionato
| Giornata  | 1 | 2 | 3 | 4 | 5 | 6 | 7 | 8 | 9 | 10 | 11 | 12 | 13 | 14 | 15 | 16 | 17 | 18 | 19 | 20 | 21 | 22 | 23 | 24 | 25 | 26 | 27 | 28 | 29 | 30 | 31 | 32 | 33 | 34 | 35 | 36 | 37 | 38 |
| --------- | - | - | - | - | - | - | - | - | - | -- | -- | -- | -- | -- | -- | -- | -- | -- | -- | -- | -- | -- | -- | -- | -- | -- | -- | -- | -- | -- | -- | -- | -- | -- | -- | -- | -- | -- |
| Luogo     | C | T | C | T | C | T | C | T | C | C  | T  | C  | T  | C  | T  | C  | T  | C  | T  | T  | C  | T  | C  | T  | T  | C  | T  | C  | T  | C  | T  | C  | T  | C  | T  | C  | T  | C  |
| Risultato | V | N | V | N | N | N | V | P | V | P  | P  | N  | N  | V  | V  | P  | N  | V  | V  | N  | P  | V  | V  | N  | V  | V  | V  | V  | V  | V  | V  | P  | V  | V  | V  | V  | N  | P  |
| Posizione | 3 | 4 | 4 | 7 | 7 | 7 | 6 | 9 | 7 | 9  | 9  | 9  | 9  | 7  | 7  | 7  | 8  | 8  | 5  | 6  | 2  | 5  | 4  | 4  | 4  | 4  | 3  | 3  | 3  | 2  | 2  | 2  | 2  | 2  | 2  | 2  | 2  | 2  |

Legenda:

Luogo: C = Casa; T = Trasferta. Risultato: V = Vittoria; N = Pareggio; P = Sconfitta.

### Statistiche dei giocatori
Sono in corsivo i calciatori che hanno lasciato la società a stagione in corso.
| Giocatore      | Liga     | Liga | Liga        | Liga       | Coppa del Re | Coppa del Re | Coppa del Re | Coppa del Re | Champions League+Europa League | Champions League+Europa League | Champions League+Europa League | Champions League+Europa League | Supercoppa di Spagna | Supercoppa di Spagna | Supercoppa di Spagna | Supercoppa di Spagna | Totale   | Totale | Totale      | Totale     |
| Giocatore      | Presenze | Reti | Ammonizioni | Espulsioni | Presenze     | Reti         | Ammonizioni  | Espulsioni   | Presenze                       | Reti                           | Ammonizioni                    | Espulsioni                     | Presenze             | Reti                 | Ammonizioni          | Espulsioni           | Presenze | Reti   | Ammonizioni | Espulsioni |
| -------------- | -------- | ---- | ----------- | ---------- | ------------ | ------------ | ------------ | ------------ | ------------------------------ | ------------------------------ | ------------------------------ | ------------------------------ | -------------------- | -------------------- | -------------------- | -------------------- | -------- | ------ | ----------- | ---------- |
| E. Abde        | 10       | 1    | 4           | 0          | 0            | 0            | 0            | 0            | 0                              | 0                              | 0                              | 0                              | 1                    | 0                    | 0                    | 0                    | 11       | 1      | 4           | 0          |
| S. Agüero      | 4        | 1    | 0           | 0          | 0            | 0            | 0            | 0            | 1+0                            | 0                              | 0                              | 0                              | 0                    | 0                    | 0                    | 0                    | 5        | 1      | 0           | 0          |
| I. Akhomach    | 2        | 0    | 0           | 0          | 1            | 0            | 0            | 0            | 0                              | 0                              | 0                              | 0                              | 0                    | 0                    | 0                    | 0                    | 3        | 0      | 0           | 0          |
| J. Alba        | 30       | 2    | 11          | 0          | 1            | 0            | 0            | 0            | 5+6                            | 0+1                            | 0+2                            | 0                              | 1                    | 0                    | 0                    | 0                    | 43       | 3      | 13          | 0          |
| D. Alves       | 14       | 1    | 2           | 1          | 1            | 0            | 0            | 0            | 0                              | 0                              | 0                              | 0                              | 1                    | 0                    | 1                    | 0                    | 16       | 1      | 3           | 1          |
| R. Araújo      | 30       | 4    | 6           | 0          | 1            | 0            | 0            | 0            | 5+5                            | 0                              | 1+0                            | 0                              | 1                    | 0                    | 0                    | 0                    | 42       | 4      | 7           | 0          |
| P. Aubameyang  | 17       | 11   | 0           | 0          | 0            | 0            | 0            | 0            | 0+6                            | 0+2                            | 0                              | 0                              | 0                    | 0                    | 0                    | 0                    | 23       | 13     | 0           | 0          |
| A. Balde       | 5        | 0    | 0           | 0          | 0            | 0            | 0            | 0            | 2+0                            | 0                              | 0                              | 0                              | 0                    | 0                    | 0                    | 0                    | 7        | 0      | 0           | 0          |
| M. Braithwaite | 4        | 2    | 0           | 0          | 0            | 0            | 0            | 0            | 0                              | 0                              | 0                              | 0                              | 0                    | 0                    | 0                    | 0                    | 4        | 2      | 0           | 0          |
| S. Busquets    | 36       | 2    | 12          | 0          | 1            | 0            | 0            | 0            | 6+6                            | 0+1                            | 1+1                            | 0                              | 1                    | 0                    | 0                    | 0                    | 50       | 3      | 14          | 0          |
| P. Coutinho    | 12       | 2    | 1           | 0          | 0            | 0            | 0            | 0            | 4+0                            | 0                              | 0                              | 0                              | 0                    | 0                    | 0                    | 0                    | 16       | 2      | 1           | 0          |
| F. de Jong     | 32       | 3    | 7           | 1          | 1            | 0            | 1            | 0            | 6+6                            | 0+1                            | 1+0                            | 0                              | 1                    | 0                    | 0                    | 0                    | 46       | 4      | 9           | 1          |
| L. de Jong     | 21       | 6    | 1           | 0          | 0            | 0            | 0            | 0            | 3+4                            | 0                              | 0                              | 0                              | 1                    | 1                    | 0                    | 0                    | 29       | 7      | 1           | 0          |
| O. Dembélé     | 21       | 1    | 3           | 0          | 1            | 1            | 0            | 0            | 3+6                            | 0                              | 0+1                            | 0                              | 1                    | 0                    | 0                    | 0                    | 32       | 2      | 4           | 0          |
| Y. Demir       | 6        | 0    | 0           | 0          | 0            | 0            | 0            | 0            | 3+0                            | 0                              | 0                              | 0                              | 0                    | 0                    | 0                    | 0                    | 9        | 0      | 0           | 0          |
| M. Depay       | 28       | 12   | 3           | 0          | 0            | 0            | 0            | 0            | 6+3                            | 0+1                            | 0+1                            | 0                              | 1                    | 0                    | 0                    | 0                    | 38       | 13     | 4           | 0          |
| S. Dest        | 21       | 0    | 2           | 0          | 1            | 0            | 0            | 0            | 4+5                            | 0                              | 1+0                            | 0                              | 0                    | 0                    | 0                    | 0                    | 31       | 0      | 3           | 0          |
| A. Fati        | 10       | 4    | 0           | 0          | 0            | 0            | 0            | 0            | 3+0                            | 1+0                            | 0                              | 0                              | 1                    | 1                    | 0                    | 0                    | 14       | 6      | 0           | 0          |
| E. García      | 26       | 0    | 6           | 1          | 1            | 0            | 0            | 0            | 4+5                            | 0                              | 2+2                            | 1+0                            | 0                    | 0                    | 0                    | 0                    | 36       | 0      | 10          | 2          |
| Gavi           | 34       | 2    | 11          | 1          | 0            | 0            | 0            | 0            | 6+5                            | 0                              | 2+3                            | 0                              | 1                    | 0                    | 0                    | 0                    | 46       | 2      | 16          | 1          |
| A. Griezmann   | 3        | 0    | 0           | 0          | 0            | 0            | 0            | 0            | 0                              | 0                              | 0                              | 0                              | 0                    | 0                    | 0                    | 0                    | 3        | 0      | 0           | 0          |
| N. González    | 27       | 2    | 6           | 0          | 1            | 0            | 0            | 0            | 4+3                            | 0                              | 1+0                            | 0                              | 1                    | 0                    | 0                    | 0                    | 36       | 2      | 7           | 0          |
| F. Jutglà      | 6        | 1    | 1           | 0          | 1            | 1            | 0            | 0            | 0                              | 0                              | 0                              | 0                              | 1                    | 0                    | 0                    | 0                    | 8        | 2      | 1           | 0          |
| C. Lenglet     | 21       | 0    | 4           | 0          | 0            | 0            | 0            | 0            | 4+2                            | 0                              | 1+0                            | 0                              | 0                    | 0                    | 0                    | 0                    | 27       | 0      | 5           | 0          |
| M. Màrmol      | 1        | 0    | 0           | 0          | 0            | 0            | 0            | 0            | 0                              | 0                              | 0                              | 0                              | 0                    | 0                    | 0                    | 0                    | 1        | 0      | 0           | 0          |
| O. Mingueza    | 19       | 0    | 2           | 0          | 1            | 0            | 0            | 0            | 5+2                            | 0                              | 0                              | 0                              | 0                    | 0                    | 0                    | 0                    | 27       | 0      | 2           | 0          |
| Neto           | 3        | -4   | 0           | 0          | 1            | -1           | 0            | 0            | 0                              | 0                              | 0                              | 0                              | 0                    | 0                    | 0                    | 0                    | 4        | -5     | 0           | 0          |
| Pedri          | 12       | 3    | 0           | 0          | 0            | 0            | 0            | 0            | 2+6                            | 0+1                            | 0                              | 0                              | 1                    | 0                    | 0                    | 0                    | 21       | 4      | 0           | 0          |
| E. Pedrola     | 1        | 0    | 0           | 0          | 0            | 0            | 0            | 0            | 0                              | 0                              | 0                              | 0                              | 0                    | 0                    | 0                    | 0                    | 1        | 0      | 0           | 0          |
| G. Piqué       | 27       | 1    | 10          | 1          | 1            | 0            | 0            | 0            | 5+5                            | 1+1                            | 2                              | 0                              | 1                    | 0                    | 0                    | 0                    | 39       | 3      | 12          | 1          |
| R. Puig        | 15       | 1    | 0           | 0          | 1            | 0            | 0            | 0            | 1+1                            | 0                              | 0                              | 0                              | 0                    | 0                    | 0                    | 0                    | 18       | 1      | 0           | 0          |
| S. Roberto     | 9        | 2    | 1           | 0          | 0            | 0            | 0            | 0            | 3+0                            | 0                              | 0                              | 0                              | 0                    | 0                    | 0                    | 0                    | 12       | 2      | 1           | 0          |
| E. Royal       | 3        | 0    | 0           | 0          | 0            | 0            | 0            | 0            | 0                              | 0                              | 0                              | 0                              | 0                    | 0                    | 0                    | 0                    | 3        | 0      | 0           | 0          |
| A. Sanz        | 2        | 0    | 0           | 0          | 1            | 0            | 0            | 0            | 0                              | 0                              | 0                              | 0                              | 0                    | 0                    | 0                    | 0                    | 3        | 0      | 0           | 0          |
| M. ter Stegen  | 35       | -34  | 3           | 0          | 1            | -3           | 0            | 0            | 6+6                            | -9+-8                          | 0                              | 0                              | 1                    | -3                   | 0                    | 0                    | 49       | -57    | 3           | 0          |
| F. Torres      | 18       | 4    | 1           | 0          | 0            | 0            | 0            | 0            | 0+6                            | 0+2                            | 0                              | 0                              | 1                    | 0                    | 1                    | 0                    | 25       | 6      | 2           | 0          |
| A. Traoré      | 11       | 0    | 0           | 0          | 0            | 0            | 0            | 0            | 0+6                            | 0                              | 0                              | 0                              | 0                    | 0                    | 0                    | 0                    | 17       | 0      | 0           | 0          |
| S. Umtiti      | 1        | 0    | 1           | 0          | 0            | 0            | 0            | 0            | 0                              | 0                              | 0                              | 0                              | 0                    | 0                    | 0                    | 0                    | 1        | 0      | 1           | 0          |